# Sabrina Tophofen
Sabrina Tophofen (* 29. August 1980 in Duisburg) ist eine deutsche Autorin und Aktivistin für die Rechte von Kindern und Obdachlosen.

## Leben
Tophofen gibt an, dass ihr Vater sie und ihre sieben Jahre ältere Schwester sexuell missbraucht hätte. Ihre Mutter hätte davon gewusst, wäre aber nicht eingeschritten. Dies alles geschah, obwohl die Familie regelmäßig von Sozialarbeitern besucht wurde und unter Aufsicht des Jugendamtes stand. Tophofens Mutter war Sinti. Sie äußerte den Verdacht, dass niemand eingeschritten sei, da dieses Verhalten bei Sinti-Familien als normal hingenommen wurde. Als sie fünf Jahre alt war, starb ihre 12-jährige Schwester bei einem Wohnungsbrand.
Mit 10 Jahren zeigte sie ihren Vater bei der Polizei an. Daraufhin wurde sie in einem geschlossenen Kinderheim untergebracht. Tophofen gab an, von anderen Mädchen im Heim herabgesetzt und misshandelt worden zu sein. Die Betreuer griffen nicht ein. Die Mädchen hätten sie unter anderem einmal an einen Stuhl gefesselt und ihr die Haare abrasiert. Sie lief immer wieder davon, um den Misshandlungen zu entkommen. Danach nahm das Heim sie nicht wieder auf. Auch ihre Mutter weigerte sich, Tophofen wieder bei sich aufzunehmen. Sie kam in ein anderes Heim, jedoch entschloss sie sich, da ihr das Leben im Heim zu viel Angst machte, für ein Leben auf der Straße. Sie lebte dann als Straßenkind auf der Domplatte in Köln.
Mit 14 Jahren wurden Streetworker auf sie aufmerksam. Danach wurde sie immer wieder in Hotels untergebracht, um nicht auf der Straße leben zu müssen.
Sie machte eine Ausbildung als Zahntechnikerin und Gesundheitspflegerin.
Sie setzt sich für Straßenkinder, Missbrauchsopfer, Obdachlose und Menschen in Not ein und gründete den Dein Name ist Mensch e.V-IG in Krefeld, in enger Zusammenarbeit mit der Karuna Sozialgenossenschaft und mit Familien Sinn aus Berlin. Hierbei wird sie von Prominenten unterstützt, unter anderem von Ralf Moeller, der Schirmherr des Vereins ist. Politische Unterstützung erhielt Tophofen von der Familienministerin Franziska Giffey und Thomas Krüger.
Tophofen hat fünf Kinder.

## Aktivismus
Tophofen setzt sich für Kinderrechte ein. Sie hält immer wieder Vorträge auf Symposien, Konferenzen und an Schulen. Ebenfalls organisiert sie immer wieder Protestaktionen auf der Straße für Kinderrechte und gegen Kindesmissbrauch. Tophofen verteilt mittwochs und freitags auf dem Lutherplatz in Krefeld Essen an Obdachlose. Sie gründete das Begegnungscafé Dein Name ist Mensch, in dem Bürger und Obdachlose in Kontakt kommen sollen. Es bietet Obdachlosen 365 Tage im Jahr kostenlos Mahlzeiten wie Frühstück und Abendessen an, zusätzlich Beratungsgespräche, Ämterbegleitung und Vermittlungen in Drogenberatungsstellen, um suchtfreies Leben gestalten zu können. Tophofen konsumierte lange selbst THC während Angstzuständen, die sich aber im Laufe der Zeit durch den abendlichen Konsum verschlimmerten, statt sie zu lindern. Nachdem sie ihren Führerschein verloren hatte, gab sie den Konsum ganz auf. Heute klärt sie Jugendliche über die Gefahr einer schleichende Suchtgefahr auf.

## Mediale Resonanz
Tophofen ist immer wieder im Fernsehen präsent, um auf Kindesmissbrauch und obdachlose Minderjährige aufmerksam zu machen. Sie trat unter anderem bei Markus Lanz (2017), Beckmann (2012) und Stern TV (2011) auf.

## Veröffentlichungen
- Sabrina Tophofen, Veronica Vattrodt: So lange bin ich vogelfrei: Mein Leben als Straßenkind. Arena Verlag, Würzburg 2010, ISBN 978-3-401-06550-2.
- Sabrina Tophofen: Lebenslänglich: psst ... wenn nachts der Papa kommt. BVK Buch Verlag Kempen, Berlin 2017, ISBN 978-3-86740-562-1.